# Alan F. Horn
Alan Frederick Horn (New York, 28 febbraio 1943) è un imprenditore statunitense.
Cofondatore di Castle Rock Entertainment, è stato direttore operativo di Warner Bros. dal 1999 al 2012 e presidente del consiglio di amministrazione di The Walt Disney Studios dal 2012 al 2020. Nel 2021 ha lasciato l'incarico in Disney. Nel 2022 è stato assunto come consulente per la Warner Bros. Discovery.